# Congregazione cristiana dei testimoni di Geova in Italia

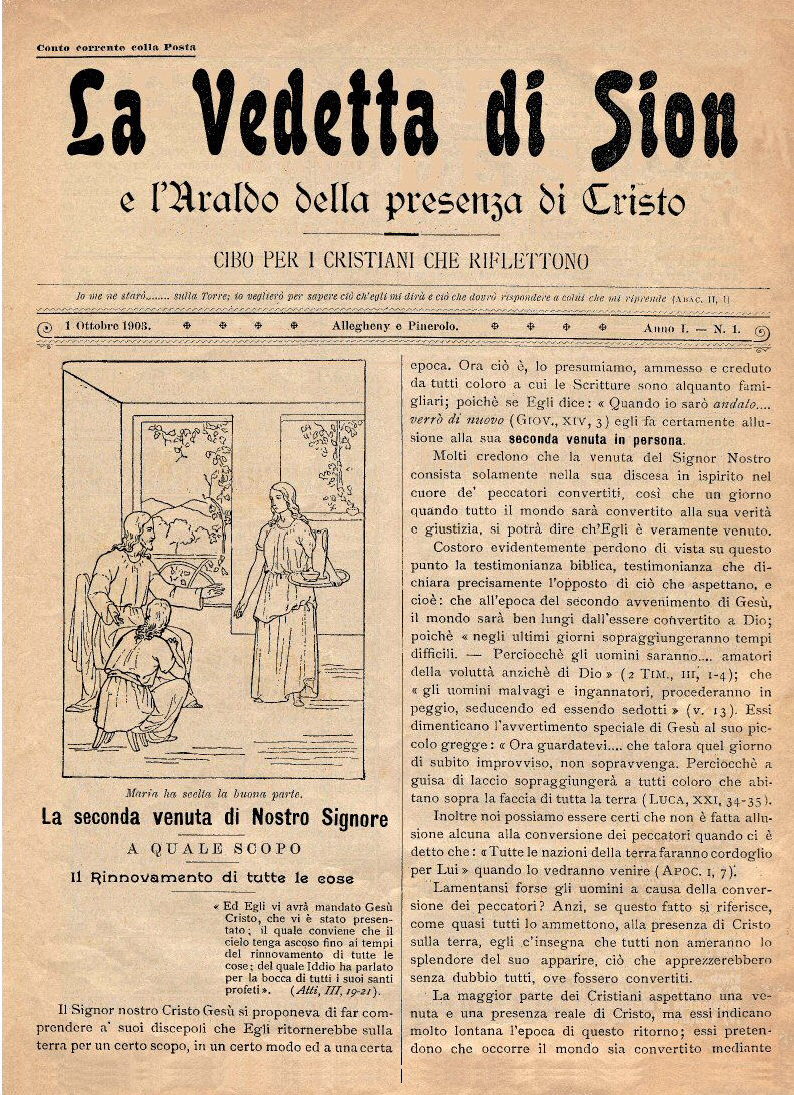
La Vedetta di Sion (1 Ottobre 1903)

I testimoni di Geova sono presenti in Italia  dal 1903, anno in cui fu edita per la prima volta l'edizione italiana della Watch Tower (La Torre di Guardia). Durante il fascismo, i credenti appartenenti ai testimoni di Geova (come quelli di altre confessioni religiose acattoliche) vennero perseguitati. I pochi testimoni di Geova italiani furono imprigionati e messi al confino. Alcuni furono rinchiusi nei campi di concentramento nazisti dove almeno un Testimone italiano trovò la morte.
Secondo dati forniti dal movimento nel 2016, in Italia i Testimoni di Geova attivi nell'opera di predicazione sono 251.092 e contano 2.976 congregazioni che si radunano in sale del Regno aperte al pubblico. Nello stesso anno in Italia sono state battezzate 4.915 persone e alla Commemorazione della morte di Gesù Cristo hanno assistito 438.412 persone.
Secondo una ricerca del Centro studi sulle nuove religioni (CESNUR) del 2002, i testimoni di Geova sono la seconda religione in Italia, se si considerano i cittadini italiani, o la terza (dopo i musulmani contando tutti gli abitanti). La loro crescita più significativa è avvenuta in Italia nel periodo dagli anni 1960 agli anni 1980 (più 317%).
La Congregazione cristiana dei testimoni di Geova è riconosciuta dalla Repubblica Italiana italiano come confessione religiosa ai sensi dell'art. 2 L. n. 1159/1929 e dell'art. 10 R.D. n. 289/1930. La Congregazione Cristiana dei Testimoni di Geova è stata riconosciuta come ente morale, con personalità giuridica, con decreto del presidente della Repubblica 31 ottobre 1986, n. 783, su conforme parere del Consiglio di Stato.
Tra la Repubblica Italiana e la Congregazione Cristiana dei Testimoni di Geova è stata stipulata un'intesa ai sensi dell'art. 8 della Costituzione. Il testo, datato 18 novembre 1999 e approvato a maggioranza dal Consiglio dei ministri il 21 gennaio 2000, è stato sottoscritto dal Governo il 20 marzo 2000. A questo schema di intesa non è ancora seguita però la legge d'approvazione (di competenza parlamentare), il che implica che non se ne può assumere l'immediata efficacia nel diritto statuale. In data 4 aprile 2007 è stato firmato a Palazzo Chigi un nuovo testo dell'intesa, che dovrà essere sottoposto al Consiglio dei ministri per la successiva trasmissione al Parlamento per la conseguente ratifica.